# Eicherax costatus
Eicherax costatus är en tvåvingeart som först beskrevs av Ignaz Rudolph Schiner 1868.  Eicherax costatus ingår i släktet Eicherax och familjen rovflugor. Inga underarter finns listade i Catalogue of Life.